# Liste von Namensreaktionen/C
| Entdecker                                                                                       | Jahr            | Reagenzien | Kurzbeschreibung                                                                                            | Zielmolekül(e)                                                                      | Quelle               |
| Cacchi-Kupplung                                                                                 | Cacchi-Kupplung | Cacchi-Kupplung | Cacchi-Kupplung                                                                                             | Cacchi-Kupplung                                                                     | Cacchi-Kupplung      |
| ----------------------------------------------------------------------------------------------- | --------------- | --- | --- | ----------------------------------------------------------------------------------- | -------------------- |
| Sandro Cacchi                                                                                   | 1986            | Vinyltriflate, terminale Alkine, Kupfer(I)-Salz, Palladium(0)-Komplex                                                   | Kupplung | C-C-Bindung zwischen Alken und Alkin                                                | [ 1 ]                |
| Cacchi-Indolsynthese                                                                            |                 | | |                                                                                     |                      |
| Sandro Cacchi                                                                                   | 2005            | o-Alkinylaniline, Halogenalkane/-alkene/-aromaten, Palladium-Katalysator                                                | Ringschluss, Kupplung                                                                                       | 2,3-disubstituierte Indole                                                          | [ 2 ]                |
| Reaktionsschema Cacchi-Indolsynthese                                                            |                 | | |                                                                                     |                      |
| Cadiot-Chodkiewicz-Kupplung                                                                     |                 | | |                                                                                     |                      |
| Paul Cadiot, Wladyslaw Chodkiewicz                                                              | 1955            | terminales Alkin, Halogenalkin, Kupfer(I)-bromid, Stickstoffbase                                                        | Kupplung unter Kupferkatalyse                                                                               | Dialkine                                                                            | [ 3 ]                |
| Reaktionsschema Cadiot-Chodkiewicz-Kupplung                                                     |                 | | |                                                                                     |                      |
| Cadogan-Cameron-Wood-Cyclisierung                                                               |                 | | |                                                                                     |                      |
| John I. G. Cadogan, M. Cameron-Wood                                                             | 1965            | Nitroaromaten, Trialkylphosphite                                                                                        | Reduktion, Cyclisierung                                                                                     | Heterocyclen wie Indole, Pyrrole...                                                 | [ 4 ]                |
| Reaktionsschema Cadogan-Cameron-Wood-Cyclisierung                                               |                 | | |                                                                                     |                      |
| Cadogan-Sundberg-Indolsynthese                                                                  |                 | | |                                                                                     |                      |
| John I. G. Cadogan, Richard J. Sundberg                                                         | 1962            | o-Nitrostyrole/o-Nitrostilbene, Trialkylphosphite                                                                       | Desoxygenierung, Ringschluss                                                                                | Indole                                                                              | [ 5 ] [ 6 ]          |
| Reaktionsschema Cadogan-Sundberg-Indolsynthese                                                  |                 | | |                                                                                     |                      |
| Caglioti-Reaktion                                                                               |                 | | |                                                                                     |                      |
| Luciano Caglioti                                                                                | 1963            | Carbonylverbindungen, Tosylhydrazid, Hydride                                                                            | Bildung eines Hydrazons, Reduktion                                                                          | Alkane                                                                              | [ 7 ]                |
| Reaktionsschema Caglioti-Reaktion                                                               |                 | | |                                                                                     |                      |
| Cahours-Hofmann-Reaktion                                                                        |                 | | |                                                                                     |                      |
| Auguste Cahours, August Wilhelm von Hofmann                                                     | 1857            | Quartäre Phosphoniumhydroxide, Base                                                                                     | Zersetzung                                                                                                  | Kohlenwasserstoffe, tertiäre Phosphanoxide                                          | [ 8 ]                |
| Reaktionsschema Cahours-Hofmann-Reaktion                                                        |                 | | |                                                                                     |                      |
| Camps-Chinolinsynthese                                                                          |                 | | |                                                                                     |                      |
| Rudolf Camps                                                                                    | 1899            | N-Acyl-ortho-acylaniline, Base                                                                                          | intramolekulare Kondensation                                                                                | Hydroxychinoline                                                                    | [ 9 ]                |
| Reaktionsschema Camps-Chinolinsynthese                                                          |                 | | |                                                                                     |                      |
| Cannizzaro-Reaktion                                                                             |                 | | |                                                                                     |                      |
| Stanislao Cannizzaro                                                                            | 1853            | Aldehyde, Base | Disproportionierung                                                                                         | Carbonsäure, Alkohol                                                                | [ 10 ]               |
| Reaktionsschema Cannizzaro-Reaktion                                                             |                 | | |                                                                                     |                      |
| Carboni-Lindsey-Reaktion                                                                        |                 | | |                                                                                     |                      |
| R. A. Carboni, R. V. Lindsey                                                                    | 1959            | Tetrazine, ungesättigte Verbindungen                                                                                    | Diels-Alder-Reaktion mit Stickstoff- und Wasserstoffabspaltung                                              | Pyridazine                                                                          | [ 11 ]               |
| Reaktionsschema Carboni-Lindsey-Reaktion                                                        |                 | | |                                                                                     |                      |
| Cargill-Umlagerung                                                                              |                 | | |                                                                                     |                      |
| Robert L. Cargill                                                                               | 1967            | Bicyclo[4.2.0]octenone, Säure                                                                                           | Umlagerung                                                                                                  | Bicyclo[3.2.1]octenone                                                              | [ 12 ]               |
| Reaktionsschema Cargill-Umlagerung                                                              |                 | | |                                                                                     |                      |
| Carreira-Alkinylierung                                                                          |                 | | |                                                                                     |                      |
| Erick M. Carreira                                                                               | 2000            | Aldehyde, terminale Alkine, Zinktrifluormethansulfonat (Katalysator), (+)- oder (-)-Ephedrin (chiraler Co-Katalsysator) | Kupplung | enantiomerenreine Propargylalkohole                                                 | [ 13 ]               |
| Reaktionsschema Carreira-Alkinylierung                                                          |                 | | |                                                                                     |                      |
| Carroll-Umlagerung                                                                              |                 | | |                                                                                     |                      |
| Michael Francis Carroll                                                                         | 1940            | β-Keto-Allylester, Tetrakis(triphenylphosphin)palladium(0)                                                              | palladium-katalysierte Umlagerung unter Decarboxylierung                                                    | γ,δ-ungesättigte Ketone                                                             | [ 14 ]               |
| Reaktionsschema Caroll-Umlagerung                                                               |                 | | |                                                                                     |                      |
| Castro-Indolsynthese                                                                            |                 | | |                                                                                     |                      |
| Charles E. Castro                                                                               | 1966            | o‐Halogenaniline, Kupferacetylide                                                                                       | metallkatalysierte Cyclisierung                                                                             | Indole                                                                              | [ 15 ]               |
| Reaktionsschema Castro-Indolsynthese                                                            |                 | | |                                                                                     |                      |
| Castro-Stephens-Kupplung                                                                        |                 | | |                                                                                     |                      |
| Charles E. Castro, Robert D. Stephens                                                           | 1963            | Arylhalogenide, Kupferacetylid                                                                                          | Kupplungsreaktion                                                                                           | aromatische Alkine                                                                  | [ 16 ]               |
| Reaktionsschema Castro-Stephens-Kupplung                                                        |                 | | |                                                                                     |                      |
| Casiraghi-Formylierung                                                                          |                 | | |                                                                                     |                      |
| Giovanni Casiraghi                                                                              | 1978            | Phenole, Paraformaldehyd                                                                                                | Formylierung                                                                                                | Salicylaldehyde                                                                     | [ 17 ]               |
| Catellani-Reaktion                                                                              |                 | | |                                                                                     |                      |
| Marta Catellani                                                                                 | 1997            | Aryliodide, Alkene, Alkyliodide, Norbornen, Palladium-Katalysator                                                       | Kreuzkupplungsreaktion                                                                                      | o,o′-disubstituierte Vinylaromaten                                                  | [ 18 ]               |
| Reaktionsschema Catellani-Reaktion                                                              |                 | | |                                                                                     |                      |
| Cella-Piancatelli-Alkoholoxidation                                                              |                 | | |                                                                                     |                      |
| James A. Cella, Giovanni Piancatelli                                                            | 1975/97         | Alkohole, TEMPO, meta-Chlorperbenzoesäure/Diacetoxyiodbenzol                                                            | Oxidation                                                                                                   | Aldehyde/Ketone                                                                     | [ 19 ] [ 20 ]        |
| Reaktionsschema Cella-Piancatelli-Alkoholoxidation                                              |                 | | |                                                                                     |                      |
| Chan-Alkinreduktion                                                                             |                 | | |                                                                                     |                      |
| Ka-Kong Chan                                                                                    | 1976            | Alkinalkohole, Red-Al oder Lithiumaluminiumhydrid                                                                       | stereoselektive Reduktion                                                                                   | (E)-Allylalkohole                                                                   | [ 21 ]               |
| Reaktionsschema Chan-Alkinreduktion                                                             |                 | | |                                                                                     |                      |
| Chan-Lam-Kupplung                                                                               |                 | | |                                                                                     |                      |
| Dominic M. T. Chan, Patrick Y. S. Lam                                                           | 1998            | Amine, Arylboronsäuren, Kupfer(II)-acetat (Katalysator)                                                                 | Kupplung | N-Arylamine                                                                         | [ 22 ] [ 23 ]        |
| Reaktionsschema Chan-Lam-Kupplung                                                               |                 | | |                                                                                     |                      |
| Chan-Umlagerung                                                                                 |                 | | |                                                                                     |                      |
| Tak-Hang Chan                                                                                   | 1984            | Acyloxyacetate, Lithiumdiisopropylamid                                                                                  | Umlagerung                                                                                                  | 2-Hydroxy-3-ketoester                                                               | [ 24 ]               |
| Reaktionsschema Chan-Umlagerung                                                                 |                 | | |                                                                                     |                      |
| Chapman-Umlagerung                                                                              |                 | | |                                                                                     |                      |
| Arthur William Chapman                                                                          | 1925            | O-Aryliminoether | Umlagerung                                                                                                  | Amide                                                                               | [ 25 ]               |
| Reaktionsschema Chapman-Umlagerung                                                              |                 | | |                                                                                     |                      |
| Chattaway-Umlagerung                                                                            |                 | | |                                                                                     |                      |
| Frederick Daniel Chattaway                                                                      | 1904            | N,N-Diacylaniline, Zinkchlorid                                                                                          | Umlagerung                                                                                                  | p-(N-Acylamino)arylketone                                                           | [ 26 ]               |
| Chrétien-Longi-Reaktion                                                                         |                 | | |                                                                                     |                      |
| André Chrétien, Yves Longi                                                                      | 1945            | Alkohole, Natriumnitrit, Aluminiumsulfat                                                                                | Veresterung                                                                                                 | Salpetrigsäureester                                                                 | [ 27 ]               |
| ReaktionsschemaChretien-Longi-Reaktion                                                          |                 | | |                                                                                     |                      |
| Ciamician-Dennstedt-Umlagerung                                                                  |                 | | |                                                                                     |                      |
| Giacomo Luigi Ciamician, Max Dennstedt                                                          | 1881            | Pyrrole, Chloroform, Base                                                                                               | Umlagerung                                                                                                  | 3-Chlorpyridine                                                                     | [ 28 ]               |
| Reaktionsschema Ciamician-Dennstedt-Umlagerung                                                  |                 | | |                                                                                     |                      |
| Ciamician-Kupplung                                                                              |                 | | |                                                                                     |                      |
| Giacomo Ciamician                                                                               | 1908            | Ketone | reduktive photolytische Kupplung                                                                            | Diole                                                                               | [ 29 ]               |
| Ciamician-Photodisproportionierung                                                              |                 | | |                                                                                     |                      |
| Giacomo Ciamician                                                                               | 1901            | o-Nitrobenzaldehyd | photolytische Umlagerung                                                                                    | o-Nitrosobenzoesäure                                                                | [ 30 ]               |
| Claisen-Alkylierung                                                                             |                 | | |                                                                                     |                      |
| Ludwig Claisen                                                                                  | 1938            | β-Dicarbonylverbindungen, Halogenalkane, Kaliumcarbonat                                                                 | nukleophile Substitution                                                                                    | Knüpfung einer C-C-Bindung                                                          | [ 31 ]               |
| Claisen-Ireland-Umlagerung                                                                      |                 | | |                                                                                     |                      |
| Ludwig Claisen, Robert E. Ireland                                                               | 1972            | Carbonsäureallylester                                                                                                   | Silylierung, Umlagerung                                                                                     | γ,δ-ungesättigte Carbonsäuren                                                       | [ 32 ]               |
| Reaktionsschema Claisen-Ireland-Umlagerung                                                      |                 | | |                                                                                     |                      |
| Claisen-Isoxazolsynthese                                                                        |                 | | |                                                                                     |                      |
| Ludwig Claisen                                                                                  | 1891            | β-Ketoester, Hydroxylamin                                                                                               | Cyclisierung                                                                                                | 3-Hydroxyisoxazole                                                                  | [ 33 ]               |
| Claisen-Kondensation                                                                            |                 | | |                                                                                     |                      |
| Ludwig Claisen                                                                                  | 1887            | Ester, Base | Kondensation                                                                                                | β-Ketoester                                                                         | [ 34 ]               |
| Reaktionsschema Claisen-Kondensation                                                            |                 | | |                                                                                     |                      |
| Claisen-Umlagerung                                                                              |                 | | |                                                                                     |                      |
| Ludwig Claisen                                                                                  | 1912            | Allyl-Vinyl-Ether/Allyl-Aryl-Ether                                                                                      | [3,3]-sigmatrope Umlagerung                                                                                 | γ,δ-ungesättigte Carbonylverbindungen/o-Allylphenole                                | [ 35 ]               |
| Reaktionsschema Claisen-Umlagerung                                                              |                 | | |                                                                                     |                      |
| Claisen-Schmidt-Kondensation                                                                    |                 | | |                                                                                     |                      |
| Ludwig Claisen, J. Gustav Schmidt                                                               | 1881            | aromatische Aldehyde, aliphatische Aldehyde/Ketone, Basen                                                               | Kondensation                                                                                                | α,β-ungesättigte Aldehyde/Ketone                                                    | [ 36 ]               |
| Reaktionsschema Claisen-Schmidt-Kondensation                                                    |                 | | |                                                                                     |                      |
| Claisen-Shadwell-Reaktion                                                                       |                 | | |                                                                                     |                      |
| Ludwig Claisen, J. Shadwell                                                                     | 1879            | o-Aminoarylglyoxyalsäure                                                                                                | Cyclisierung                                                                                                | Isatin                                                                              | [ 37 ]               |
| Claisen-Tischtschenko-Reaktion                                                                  |                 | | |                                                                                     |                      |
| siehe Tischtschenko-Reaktion                                                                    |                 | | |                                                                                     |                      |
| Clauson-Kaas-Reaktion                                                                           |                 | | |                                                                                     |                      |
| Niels Clauson-Kaas                                                                              | 1952            | primäre Amine, alkoxysubstituiertes Tetrahydrofuran, Säure                                                              | Protonierung, Ringöffnung, Anlagerung des Amins unter Methanolabspaltung, Ringschluss                       | Pyrrole                                                                             | [ 38 ]               |
| Reaktionsschema Clauson-Kaas-Reaktion                                                           |                 | | |                                                                                     |                      |
| Clay-Kinnear-Perren-Kondensation                                                                |                 | | |                                                                                     |                      |
| John Clay, A.M. Kinnear, E.A. Perren                                                            | 1951            | Chloralkane, Phosphortrichlorid, Aluminiumtrichlorid (Katalysator)                                                      | Bildung eines Alkyltrichlorophosphoniumsalzes, Kondensation                                                 | Alkylphosphonyldichloride                                                           | [ 39 ] [ 40 ]        |
| Reaktionsschema Clay-Kinnear-Perren-Kondensation                                                |                 | | |                                                                                     |                      |
| Clayton-Jensen Chlorophosphorisierung                                                           |                 | | |                                                                                     |                      |
| J. O. Clayton, W. L. Jensen                                                                     | 1948            | Alkane, Sauerstoff, Phosphortrichlorid                                                                                  | radikalische Chlorphosphorisierung                                                                          | Alkylphosphorylchloride                                                             | [ 41 ]               |
| Reaktionsschema Clayton-Jensen Chlorophosphorisierung                                           |                 | | |                                                                                     |                      |
| Clemmensen-Reduktion                                                                            |                 | | |                                                                                     |                      |
| Erik Christian Clemmensen                                                                       | 1913            | Aldehyde/Ketone, amalgamiertes Zink, Salzsäure                                                                          | Reduktion                                                                                                   | Alkane                                                                              | [ 42 ]               |
| Reaktionsschema Clemmensen-Reduktion                                                            |                 | | |                                                                                     |                      |
| Clemo-Synthese                                                                                  |                 | | |                                                                                     |                      |
| George Roger Clemo                                                                              | 1928            | α-Pyridylessigsäureethylester, Orthoameisensäureester                                                                   | Kondensation                                                                                                | Chinolizine                                                                         | [ 43 ]               |
| Clive-Reich-Sharpless-Olefinierung                                                              |                 | | |                                                                                     |                      |
| Derrick Clive, Hans J. Reich, Barry Sharpless                                                   | 1973/75         | Organoselenverbindungen, Oxidationsmittel                                                                               | Oxidation zum Selenoxid, syn-Eliminierung                                                                   | Olefine                                                                             | [ 44 ] [ 45 ] [ 46 ] |
| Cloke-Wilson-Umlagerung                                                                         |                 | | |                                                                                     |                      |
| John B. Cloke, Christopher L. Wilson                                                            | 1929/1947       | Cyclopropylimine/-aldehyde/-ketone                                                                                      | Umlagerung                                                                                                  | Dihydropyrrole/-furane                                                              | [ 47 ] [ 48 ]        |
| Cohen-reduktive-Lithiierung                                                                     |                 | | |                                                                                     |                      |
| Theodore Cohen                                                                                  | 1978            | Phenylthioether, Lithiumnaphthalid                                                                                      | reduktive Lithiierung                                                                                       | Organolithiumverbindungen                                                           | [ 49 ]               |
| Collins-Oxidation                                                                               |                 | | |                                                                                     |                      |
| Jeremiah C. Collins                                                                             | 1968            | primäre Alkohole, Collins-Reagenz                                                                                       | Oxidation                                                                                                   | Aldehyde                                                                            | [ 50 ]               |
| {\displaystyle \mathrm {R{-}CH_{2}{-}OH\ {\xrightarrow {Py_{2}\ \cdot \ CrO_{3}}}\ \ R{-}CHO} } |                 | | |                                                                                     |                      |
| Collman-Carbonylierung                                                                          |                 | | |                                                                                     |                      |
| James P. Collman                                                                                | 1970            | Alkylhalogenide/-tosylate, Collmans Reagenz, CO                                                                         | Oxidation                                                                                                   | Aldehyde/Ketone                                                                     | [ 51 ] [ 52 ]        |
| Colvin-Umlagerung                                                                               |                 | | |                                                                                     |                      |
| Ernest W. Colvin                                                                                | 1973            | Ketone, Lithiumtrimethylsilyldiazomethan                                                                                | Nucleophiler Angriff zum α-Diazoalkoxid, Eliminierung zum Diazoalken, Abspaltung von Stickstoff, Umlagerung | Alkine                                                                              | [ 53 ]               |
| Combes-Chinolinsynthese                                                                         |                 | | |                                                                                     |                      |
| Alphonse-Edmond Combes                                                                          | 1888            | Aniline, β-Diketone, Säure                                                                                              | säurekatalysierte Kondensation                                                                              | Chinoline                                                                           | [ 54 ]               |
| Combes-Chinolinsynthese                                                                         |                 | | |                                                                                     |                      |
| Concellon-Z-Olefinsynthese                                                                      |                 | | |                                                                                     |                      |
| José Concellón                                                                                  | 1999            | O-Acetyl-1,1-dihalogenalkan-2-ole, Samarium(II)-iodid                                                                   | β-Eliminierung                                                                                              | (Z)-Vinylhalogenide                                                                 | [ 55 ]               |
| Conia-En-Reaktion (Conia-Cyclisierung)                                                          |                 | | |                                                                                     |                      |
| Jean-Marie Conia                                                                                | 1975            | Enolisierbare Carbonylverbindungen mit Alkenyl- oder Alkinylgruppe                                                      | intramolekulate En-Reaktion                                                                                 | Cycloalkane/-alkene                                                                 | [ 56 ]               |
| Conrad-Limpach-Reaktion                                                                         |                 | | |                                                                                     |                      |
| Max Conrad, Leonhard Limpach                                                                    | 1887            | Aniline, β-Ketoester | thermische oder säurekatalysierte Kondensation                                                              | Chinolin-4-one                                                                      | [ 57 ]               |
| Reaktionsschema Conrad-Limpach-Reaktion                                                         |                 | | |                                                                                     |                      |
| Cook–Heilbron-Thiazolsynthese                                                                   |                 | | |                                                                                     |                      |
| Alan H. Cook, Ian Heilbron                                                                      | 1947            | α-Aminonitrile/Aminocyanoacetate, Kohlenstoffdisulfid/Dithiosäuren/Isothiocyanate                                       | Cyclisierung                                                                                                | 5-Aminothiazole                                                                     | [ 58 ]               |
| Reaktionsschema Cook–Heilbron-Thiazolsynthese                                                   |                 | | |                                                                                     |                      |
| Cooper-Finkbeiner-Hydromagnesierung                                                             |                 | | |                                                                                     |                      |
| Glenn D. Cooper, Herman L. Finkbeiner                                                           | 1962            | Alkene, Grignard-Verbindungen, Titan(IV)-chlorid                                                                        | Austauschreaktion                                                                                           | Grignard-Verbindung, Alken                                                          | [ 59 ]               |
| Cope-Eliminierung                                                                               |                 | | |                                                                                     |                      |
| Arthur C. Cope                                                                                  | 1949            | N-Oxide | thermische Eliminerung                                                                                      | Olefine, Hydroxylamine                                                              | [ 60 ]               |
| Reaktionsschema Cope-Eliminierung                                                               |                 | | |                                                                                     |                      |
| Cope-Umlagerung                                                                                 |                 | | |                                                                                     |                      |
| Arthur C. Cope                                                                                  | 1940            | 1,5-Hexadiene | [3,3]-sigmatrope Umlagerung                                                                                 | 1,5-Hexadiene                                                                       | [ 61 ]               |
| Reaktionsschema Cope-Umlagerung                                                                 |                 | | |                                                                                     |                      |
| Corey-Bakshi-Shibata-Reduktion                                                                  |                 | | |                                                                                     |                      |
| Elias James Corey Jr., Raman K. Bakshi, Saizo Shibata                                           | 1987            | Ketone, Boran-THF-Addukt, Oxazaborolidine (Katalysator)                                                                 | enantioselektive Reduktion                                                                                  | Alkohole                                                                            | [ 62 ]               |
| Reaktionsschema Corey-Bakshi-Shibata-Reduktion                                                  |                 | | |                                                                                     |                      |
| Corey-Chan-Synthese                                                                             |                 | | |                                                                                     |                      |
| Elias James Corey Jr., Ka-Kong Chan                                                             | 1967/76         | Propargylalkohole, Lithiumaluminiumhydrid, Iod, Gilman-Cuprate                                                          | Reduktion, Iodierung, Alkylierung                                                                           | (E)-trisubstituierte Alkene                                                         | [ 63 ] [ 64 ]        |
| Corey-Chaykovsky-Epoxidierung                                                                   |                 | | |                                                                                     |                      |
| Elias James Corey, Michael Chaykovsky                                                           | 1962            | Dimethylsulfoxonium-Methylid/Dimethylsulfonium-Methylid, Carbonylverbindungen/Alkene/Imine                              | Epoxidierung / Bildung eines Aziridins / Cyclopropanierung                                                  | Epoxide/Cyclopropane/Aziridine                                                      | [ 65 ]               |
| Reaktionsschema Corey-Chaykovsky-Epoxidierung                                                   |                 | | |                                                                                     |                      |
| Corey-Fuchs-Reaktion                                                                            |                 | | |                                                                                     |                      |
| Elias James Corey, Philip L. Fuchs                                                              | 1972            | Aldehyde, Tetrabrommethan, Triphenylphosphin, Zink, Butyllithium                                                        | Bildung von Dibrommethylidentriphenyl-Phosphoran, Wittig-Reaktion, Eliminierung                             | terminale Alkine                                                                    | [ 66 ]               |
| Reaktionsschema Corey-Fuchs-Reaktion                                                            |                 | | |                                                                                     |                      |
| Corey-House-Posner-Whitesides-Reaktion                                                          |                 | | |                                                                                     |                      |
| Elias J. Corey, Herbert O. House, Gary Posner, George M. Whitesides                             | 1966/67         | Halogen-/Tosylalkane, Alkylcuprate                                                                                      | Kupplung | Alkane                                                                              | [ 67 ] [ 68 ]        |
| Corey-Gilman-Ganem-Oxidation                                                                    |                 | | |                                                                                     |                      |
| Elias J. Corey, Norman W. Gilman, B. E. Ganem                                                   | 1968            | Aldehyde oder Allylaldehyde, Mangandioxid, Kaliumcyanid, Alkohole                                                       | Oxidation                                                                                                   | Allylester                                                                          | [ 69 ]               |
| Reaktionsschema Corey-Gilman-Ganem-Oxidation                                                    |                 | | |                                                                                     |                      |
| Corey-Kim-Oxidation                                                                             |                 | | |                                                                                     |                      |
| Elias James Corey, Choung U. Kim                                                                | 1972            | Alkohole, N-Chlorsuccinimid, Dimethylsulfid, Triethylamin                                                               | Oxidation                                                                                                   | Ketone/Aldehyde                                                                     | [ 70 ]               |
| Reaktionsschema Corey-Kim-Oxidation                                                             |                 | | |                                                                                     |                      |
| Corey-Kwiatkowski-Reaktion                                                                      |                 | | |                                                                                     |                      |
| Elias James Corey, George T. Kwiatkowski                                                        | 1966            | Aldehyde/Ketone, Lithiumalkylphosphondiamid                                                                             | nukleophile Addition, Cyclisierung, Abspaltung von Phosphorsäurediamid                                      | Alkene                                                                              | [ 71 ]               |
| Reaktionsschema Corey-Kwiatkowski-Reaktion                                                      |                 | | |                                                                                     |                      |
| Corey-Link-Reaktion                                                                             |                 | | |                                                                                     |                      |
| Elias James Corey, John O. Link                                                                 | 1992            | Trichlormethylketone, 1,3,2-Benzodioxaborol, (R)- oder (S)-Oxazaborolidin, Base, Natriumazid, Wasserstoff/Palladium     | enantioselektive Reduktion zum Alkohol, Diazotierung, Hydrierung                                            | α-Aminosäuren                                                                       | [ 72 ]               |
| Reaktionsschema Corey-Link-Reaktion                                                             |                 | | |                                                                                     |                      |
| Corey-Nicolaou-Macrolactonisierung                                                              |                 | | |                                                                                     |                      |
| Elias James Corey, Kyriacos C. Nicolaou                                                         | 1974            | ω-Hydroxycarbonsäuren, 2,2’-Dipyridyldisulfid, Triphenylphosphin                                                        | Ringschluss / Veresterung                                                                                   | Lactone                                                                             | [ 73 ]               |
| Reaktionsschema Corey-Nicolaou-Macrolactonisierung                                              |                 | | |                                                                                     |                      |
| Corey-Schmidt-Oxidation                                                                         |                 | | |                                                                                     |                      |
| Elias J. Corey, Greg Schmidt                                                                    | 1979            | Alkohole, Cornforth-Reagenz                                                                                             | Oxidation                                                                                                   | Aldehyde/Ketone oder Carbonsäureester (abhängig vom Lösungsmittel)                  | [ 74 ]               |
| Reaktionsschema Corey-Schmidt-Oxidation                                                         |                 | | |                                                                                     |                      |
| Corey-Seebach-Reaktion                                                                          |                 | | |                                                                                     |                      |
| Elias James Corey Jr., Dieter Seebach                                                           | 1965            | Carbonylverbindungen, Propan-1,3-dithiol, Butyllithium                                                                  | Umpolung: Bildung eines Thioacetals, Deprotonierung, anschließend nukleophile Substitutionen möglich        |                                                                                     | [ 75 ]               |
| Reaktionsschema Corey-Seebach-Reaktion                                                          |                 | | |                                                                                     |                      |
| Corey-Suggs-Oxidation                                                                           |                 | | |                                                                                     |                      |
| Elias J. Corey, J. William Suggs                                                                | 1975            | Alkohole, Pydidiniumchlorochromat                                                                                       | Oxidation                                                                                                   | Aldehyde/Ketone                                                                     | [ 76 ]               |
| Reaktionsschema Corey-Suggs-Oxidation                                                           |                 | | |                                                                                     |                      |
| Corey-Winter-Eliminierung                                                                       |                 | | |                                                                                     |                      |
| Elias James Corey, Roland A. E. Winter                                                          | 1963            | vicinale Diole, 1,1’-Thiocarbonyldiimidazol, Trimethylphosphit                                                          | reduktive Eliminierung                                                                                      | Alkene                                                                              | [ 77 ]               |
| Reaktionsschema Corey-Winter-Eliminierung                                                       |                 | | |                                                                                     |                      |
| Cornforth-Umlagerung                                                                            |                 | | |                                                                                     |                      |
| John W. Cornforth                                                                               | 1949            | 4-Carbonyl-substituierte Oxazole                                                                                        | Umlagerung über ein Dicarbonyl-Nitril                                                                       | isomere Oxazole                                                                     | [ 78 ]               |
| Reaktionsschema Cornforth-Umlagerung                                                            |                 | | |                                                                                     |                      |
| Couture-Indolsynthese                                                                           |                 | | |                                                                                     |                      |
| Axel Couture                                                                                    | 1993            | (2-Aminophenyl)ketone, Formaldehyd, Chlor(diphenyl)phosphan, Base                                                       | Bildung eines Wittig-Horner-Reagenzes, intramolekulare Horner-Wadsworth-Emmons-Reaktion                     | Indole                                                                              | [ 79 ]               |
| Crabbé-Reaktion                                                                                 |                 | | |                                                                                     |                      |
| Pierre Crabbé                                                                                   | 1976            | terminale Alkine, Aldehyde, Kupfer-Katalysator                                                                          | Kupplung | Allene                                                                              | [ 80 ]               |
| Craig-2-Brompyridin-Synthese                                                                    |                 | | |                                                                                     |                      |
| Lyman C. Craig                                                                                  | 1934            | 2-Aminopyridin, Natriumnitrit, Bromwasserstoffsäure                                                                     | Diazotierung, nukleophile Substitution                                                                      | 2-Brompyridin                                                                       | [ 81 ]               |
| Reaktionsschema Craig-2-Brompyridin-Synthese                                                    |                 | | |                                                                                     |                      |
| Creighton-Reduktion                                                                             |                 | | |                                                                                     |                      |
| Henry Jermain Creighton                                                                         | 1939            | in Natriumsulfatlösung gelöste Zucker, amalgamiertes Blei oder Zink                                                     | elektrochemische Reduktion                                                                                  | Alkohole                                                                            | [ 82 ]               |
| Criegee-Glycolspaltung                                                                          |                 | | |                                                                                     |                      |
| Rudolf Criegee                                                                                  | 1931            | vicinale Diole, Blei(IV)-acetat                                                                                         | Oxidation unter Spaltung der C-C-Bindung                                                                    | Carbonylverbindungen                                                                | [ 83 ]               |
| Reaktionsschema Criegee-Glycolspaltung                                                          |                 | | |                                                                                     |                      |
| Criegee-Ozonolyse                                                                               |                 | | |                                                                                     |                      |
| Rudolf Criegee                                                                                  | 1949            | Alkene, Ozon | 1,3-Dipolare Cycloaddition                                                                                  | je nach Aufarbeitung Carbonsäuren, Alkohole, Carbonylverbindungen                   | [ 84 ]               |
| Reaktionsschema Criegee-Ozonolyse                                                               |                 | | |                                                                                     |                      |
| Criegee-Umlagerung                                                                              |                 | | |                                                                                     |                      |
| Rudolf Criegee                                                                                  | 1945            | tertiäre Alkohole, Peroxycarbonsäure                                                                                    | Umlagerung                                                                                                  | Ketone/Carbonsäureester/Kohlensäureester (abhängig vom Mengenverhältnis der Edukte) | [ 85 ]               |
| Reaktionsschema Criegee-Umlagerung                                                              |                 | | |                                                                                     |                      |
| Cristol‐First-Reaktion                                                                          |                 | | |                                                                                     |                      |
| Stanley J. Cristol, William Firth                                                               | 1961            | Carbonsäuren, Quecksilber(II)-oxid, Brom                                                                                | Hunsdiecker-Reaktion                                                                                        | Alkylhalogenide                                                                     | [ 86 ]               |
| Crum Brown-Walker-Elektrolyse                                                                   |                 | | |                                                                                     |                      |
| Alexander Crum Brown, James Walker                                                              | 1891            | Carbonsäurehalbester | Kolbe-Elektrolyse                                                                                           | Carbonsäurediester mit doppelter Kettenlänge                                        | [ 87 ]               |
| Curtius-Reaktion                                                                                |                 | | |                                                                                     |                      |
| Theodor Curtius                                                                                 | 1890            | Carbonsäureazide | Umlagerung zum Isocyanat, Decarboxylierung                                                                  | Amine                                                                               | [ 88 ]               |
| Reaktionsschema Curtius-Reaktion                                                                |                 | | |                                                                                     |                      |